# ام‌آباد
ام‌آباد یک روستا در ایران است که در دهستان سنجبد جنوبی واقع شده‌است.
ام آباد ۱۱۲ نفر جمعیت دارد.

## جمعیت
این روستا در دهستان سنجبد جنوبی واقع شده و براساس سرشماری نفوس و مسکن ، ۱۱۲ نفر جمعیت دارد.